# هنری کیسینجر
هِنری آلفرد کیسینجر (انگلیسی: Henry Alfred Kissinger؛ با نام تولد هاینتس آلفرد کیسینجر؛ ۲۷ مهٔ ۱۹۲۳ – ۲۹ نوامبر ۲۰۲۳) دیپلمات، اندیشمند سیاسی، مشاور ژئوپلیتیک و سیاستمدار آمریکایی بود که در فاصله سال‌های ۱۹۶۹ تا ۱۹۷۷ در دولت‌های رؤسای جمهور آمریکا ریچارد نیکسون و جرالد فورد به‌عنوان وزیر امور خارجه و مشاور امنیت ملی فعالیت کرد.
کیسینجر از پناهندگان یهودی بود که در سال ۱۹۳۸ با خانواده‌اش از آلمان نازی گریخت. او زیر نظر ویلیام یاندل الیوت در کالج هاروارد تحصیل کرد و در سال ۱۹۵۰ با بالاترین سطح عالی از این کالج فارغ‌تحصیل شد. او به‌ترتیب در سال‌های ۱۹۵۱ و ۱۹۵۴ مدرک کارشناسی و دکترای فلسفهٔ خود را در دانشگاه هاروارد دریافت کرد. کیسینجر در سال ۱۹۶۹ مشاور امنیت ملی و در سال ۱۹۷۳ وزیر امور خارجه آمریکا شد. او در سال ۱۹۷۳، به خاطر کنش‌هایش برای آتش‌بس در ویتنام، جایزه صلح نوبل را تحت شرایطی مناقشه‌برانگیز که دو نفر از اعضای کمیته به اعتراض استعفا دادند، دریافت کرد.
او که از سیاست‌ورزان رویکرد عمل‌گرایانه به سیاست موسوم به سیاست واقعی بود، نقش برجسته‌ای در سیاست خارجی ایالات متحده آمریکا بین سال‌های ۱۹۶۹ و ۱۹۷۷ ایفا کرد. در این دوره او پیشگام سیاست تنش زدایی با اتحاد جماهیر شوروی سوسیالیستی بود، ترتیب برقراری روابط ایالات متحده آمریکا با جمهوری خلق چین را داد، در آنچه دیپلماسی رفت و برگشت در خاورمیانه برای پایان دادن به جنگ یوم کیپور نام گرفت درگیر شد و قرارداد صلح پاریس را مذاکره کرد که به درگیری آمریکا در جنگ ویتنام پایان داد. کیسینجر همچنین با سیاست‌های بحث‌برانگیزی چون درگیری آمریکا در کودتای ۱۹۷۳ شیلی، «چراغ سبز نشان دادن» به نظامیان آرژانتینی برای جنگ کثیف و حمایت آمریکا از پاکستان درجریان جنگ استقلال بنگلادش با وجود نسل‌کشی بنگالی‌ها از سوی پاکستان مرتبط دانسته می‌شود. کیسینجر پس از ترک دولت، شرکت مشاور ژئوپلیتیک کیسینجر اسوسییتس را تأسیس کرد. کیسینجر ده‌ها کتاب در زمینه تاریخ دیپلماتیک و روابط بین‌الملل نوشته‌است.
کیسینجر تا پایان عمر چهره بحث‌برانگیز و قطبی‌کننده‌ای در سیاست آمریکا باقی ماند که از سوی بسیاری روزنامه نگاران، کنشگران سیاسی و وکلای حقوق بشر به عنوان یک متهم به جنایت جنگی محکوم و از سوی بسیاری از دانشوران برجسته روابط بین‌الملل به عنوان یک وزیر امور خارجه بسیار مؤثر آمریکا تحسین می‌شود. با مرگ جرج پی. شولتس صدساله در فوریه ۲۰۲۱، کیسینجر پیرترین عضو سابق کابینه ایالات متحده آمریکا و آخرین بازمانده کابینه نیکسون بود. کیسینجر در ۲۷ مه ۲۰۲۳، ۱۰۰ ساله شد. وی در ۲۹ نوامبر ۲۰۲۳ درگذشت.
مائو تسه‌تونگ رهبر سابق چین در معاملات تجاری با هنری کیسینجر؛ پیشنهاد داد ده میلیون زن چینی به آمریکا صادر کند.

## زندگی
کیسینجر در ۲۷ مه ۱۹۲۳ در خانواده‌ای یهودی طبقه‌متوسط در شهر فورت، آلمان زاده شد. او در سال ۱۹۳۸ به همراه خانواده از آلمان نازی به ایالات متحده آمریکا گریخت و در نیویورک ساکن شد. او در سال ۱۹۴۳ تابعیت این کشور را کسب کرد.
کیسینجر به دبیرستانِ شبانه رفت و روزها در یک کارخانه ساخت فرچه اصلاح صورت کار می‌کرد. او می‌خواست در دانشگاه حسابداری بخواند. اما پس از احضار به خدمت سربازی، تحصیلات خود را نیمه‌کاره رها کرد. تسلط او به زبان آلمانی باعث شد به یگان اطلاعات نیروی زمینی آمریکا بپیوندد. پس از حمله متفقین به اروپا در سال ۱۹۴۴ او در حالی که تنها یک سرباز ساده بود مسئول اداره شهر کوچک کرفلد در آلمان شد.
کیسینجر پس از جنگ، فرماندهی گروهی را برعهده گرفت که در جستجوی افسران گشتاپو بودند. او سپس در مدرسه اطلاعاتی فرماندهی اروپا در آلمان به عنوان کارمند غیرنظامی آموزش دید.
کیسینجر پس از بازگشت به آمریکا در رشته علوم سیاسی با رتبه ممتاز از دانشگاه هاروارد فارغ‌التحصیل شد. او به تحصیلات خود را در هاروارد تا درجه دکترا ادامه داد و در طول دهه ۱۹۵۰ عضو هیئت علمی دانشگاه بود.
او در کتاب جنگ اتمی و سیاست خارجی در سال ۱۹۵۷ نوشت که آمریکا می‌تواند در یک جنگ هسته‌ای محدود پیروز شود.

## سیاست خارجی
علاقه کیسینجر به سیاست خارجی باعث شد به‌عنوان دستیار نلسون راکفلر، (فرماندار نیویورک) در رقابت‌های انتخابات ریاست جمهوری ۱۹۶۰، ۱۹۶۴، و ۱۹۶۸ انتخاب شود. پس از پیروزی ریچارد نیکسون در انتخابات سال ۱۹۶۸، پست مشاور امنیت ملی به کیسینجر پیشنهاد شد.
کیسینجر در دورهٔ ریچارد نیکسون به عنوان وزیر امور خارجه آمریکا مشغول به کار شد. نیکسون به توصیه‌های کیسینجر در روابط بین‌الملل اعتماد داشت، اما یهودی بودن کسینجر باعث بدبینی نیکسون به او بود. در دوران نیکسون جنگ سرد به اوج خود رسیده بود. نیکسون و کسینجر هر دو خواهان کاستن از این تنش‌ها بودند. کیسینجر برای کاهش تنش‌ها میان آمریکا و اتحاد شوروی تلاش زیادی به‌خرج داد. او همچنین معمار اصلی بهبود روابط آمریکا و چین بود. تلاش‌های کیسینجر به سفر نیکسون به چین در سال ۱۹۷۲ و دیدار نیکسون با جئو ئن لای و مائو تسه‌تونگ انجامید.

### دستاوردها
از مهم‌ترین فعالیت‌های موفقیت‌آمیز کیسینجر می‌توان به این موارد اشاره کرد:
- مذاکرات مربوط به محدودسازی جنگ‌افزارهای هسته‌ای میان آمریکا و شوروی که منجر به پیمان سالت (۱۹۶۹ تا ۱۹۷۲) شد.
- برقراری رابطه میان ایالات متحده آمریکا و چین با اجرای سیاست معروف به دیپلماسی پینگ پنگ در ۱۹۷۲.[۱۱]
- نقش مؤثر در پایان بحران ویتنام که جایزه صلح نوبل مشترکی را برای او و له دوک تو طرف مذاکره ویتنامی به ارمغان آورد.[۱۱]
- کنار زدن سفیدپوستان از قدرت در رودزیا[۱۱]
- پایان دادن به جنگ یوم کیپور در سال ۱۹۷۳ (صداهای مخفیانه ضبط‌شده از کاخ سفید نشان می‌دهند گلدا مئیر قدردان پشتیبانی نیکسون و کیسینجر از اسرائیل بوده‌است. با اینحال هر دو آنها مخالف مهاجرت یهودیان از شوروی به اسرائیل بودند. آنها گفته بودند اگر در اتحاد جماهیر شوروی، یهودیان را در اتاق‌های گاز قرار دهند، این یک نگرانی آمریکایی نیست)[۱۱]

### پس از واترگیت
پس از پایان دوره نیکسون به خاطر رسوایی واترگیت و استعفای نیکسون در همان سمت با جرالد فورد (معاون نیکسون که طبق قانون اساسی جانشین وی شد) به همکاری ادامه داد. قدرت او در دوره جرالد فورد به جایی رسید که برخی مفسران به او لقب «رئیس امور خارجه» داده بودند.

### انتقادها
کیسینجر شخصیتی بحث‌انگیز در سیاست آمریکا محسوب می‌شود و توسط برخی روزنامه نگاران، فعالان سیاسی و وکلای حقوق بشر به جنایت جنگی محکوم شده‌است. براساس یک نظرسنجی که توسط مجله سیاست خارجی انجام شده، ۳۲٫۲۱ درصد از پژوهشگران بزرگ روابط بین‌الملل آمریکا هنری کیسینجر را مهم‌ترین وزیر امور خارجه ایالات متحده از سال ۱۹۶۵ می‌دانند.
او به واقع‌گرایی در سیاست خارجی باور داشت که از سوی منتقدان او غیراخلاقی خوانده می‌شد.
او نقش کلیدی در سازماندهی کودتای شیلی در سال ۱۹۷۳ بر ضد دولت سالوادور آلنده و روی کار آمدن ژنرال آگوستو پینوشه داشت. در نهایت، فاش شد که بسیاری از سربازان شورشی از آژانس اطلاعات مرکزی (سیا) پول گرفته بودند. کسینجر دربارهٔ سربه‌نیست شدن مخالفان پینوشه ساکت بود.
او و نیکسون با بمباران مخفیانه کامبوج موافقت کردند که نتیجه این کار، تلفات زیاد در میان غیرنظامیان بود. با اینکه کامبوج در این جنگ ویتنام بی‌طرف بود، اما آمریکا به این دلیل این کشور را بمباران می‌کرد که کمونیست‌های ویتنام شمالی را از سربازان تازه، آذوقه و مهمات محروم کند. منتقدان کیسینجر او را به ارتکاب جنایت جنگی متهم کردند و همچنین او را مسئول به قدرت رسیدن خمرهای سرخ در کامبوج در سال ۱۹۷۵ معرفی کردند.
انتقادها به سیاست‌های کسینجر به جایی رسید که پس از اعتراضات گسترده دانشجویان، دانشگاه کلمبیا پیشنهاد کرسی استادی به او را پس گرفت.

### خلیج فارس
یکی از دغدغه‌های اصلی کیسینجر نفوذ احتمالی شوروی در خلیج فارس بود. در آوریل ۱۹۶۹ وقتی محمدرضا شاه پهلوی زیر قرارداد ۱۹۳۷ که حاکم بر اروندرود بود امضا زد، عراق بعثی با ایران دچار مناقشه شد. در ۱ دسامبر ۱۹۷۱ دو سال بعد از تنش‌ها در کنار مرز، رئیس‌جمهور احمد حسن البکر روابط ایران و عراق را قطع کرد. در مه ۱۹۷۲ نیکسون و کیسینجر از تهران دیدار کردند تا به شاه بگویند در صورتی که بخواهد سلاح‌های آمریکایی بخرد با هیچ مخالفتی مواجه نخواهد بود. در همان زمان، نیکسون و کیسینجر با برنامه شاه که آمریکا به همراه ایران و اسرائیل از جنگ چریک‌های پیشمرگه کرد عراقی برای استقلال از عراق حمایت کنند، موافقت کردند. کیسینجر بعدها نوشت که پس از ویتنام، امکانی برای اعزام نیروهای آمریکایی در خاور میانه وجود نداشت و بدین ترتیب قرار بود ایران نقش نایب آمریکا در خاور میانه را برعهده بگیرد. کیسینجر حکومت بعثی در عراق را تهدیدی احتمالی برای آمریکا توصیف کرد و معتقد بود که تقویت ایران و حمایت از پیشمرگه بهترین کار برای ایجاد موازنه است.

## فعالیت‌های بعدی

### انتقاد از کارتر و کلینتون
کیسینجر منتقد اصلی سیاست خارجی جیمی کارتر و بیل کلینتون بود. او می‌گفت که این روسای جمهوری، خواهان جهش بسیار سریع به سوی صلح در خاورمیانه هستند. اما این کار، تنها قدم‌به‌قدم امکان‌پذیر می‌شود.

### ۱۱ سپتامبر
پس از حملات ۱۱ سپتامبر جرج دابلیو. بوش به کیسینجر پیشنهاد کرد ریاست کمیته تحقیق دربارهٔ حملات را بپذیرد. اما کیسینجر ظرف تنها چند هفته به دلیل تعارض منافع مجبور شد از این سمت کناره‌گیری کند.

### حمله آمریکا به عراق
پس از حمله آمریکا به عراق کیسینجر جلسات منظمی با جورج بوش و معاون او دیک چینی داشت و به آنها دربارهٔ سیاست آمریکا در عراق مشاوره می‌داد. او به آنها می‌گفت: «پیروزی بر شورش تنها راهبرد خروج است.»

### دونالد ترامپ
کیسینجر به دونالد ترامپ پیشنهاد داده بود اشغال کریمه توسط روسیه را به رسمیت بشناسد.

### کرونا
در ۳ آوریل ۲۰۲۰ کیسینجر طی یادداشتی در روزنامه وال‌استریت ژورنال هشدار داد که احتمال می‌رود کروناویروس به بحران اقتصادی در جهان منجر شود که نسل‌ها ادامه داشته باشد و اگر اقدام مناسبی برای مقابله با شیوع ویروس کرونا در جهان صورت نگیرد، می‌تواند جهان را به آتش بکشد. کیسینجر در ارتباط با پیامدهای شیوع کرونا بر اقتصاد جهان گفت: «وقتی بیماری همه‌گیر کووید-۱۹ به پایان برسد، مؤسسات بسیاری از کشورهای جهان به‌عنوان شرکت‌های ناکام و شکست خورده تلقی خواهند شد. خواه این قضاوت منصفانه باشد یا خیر، حقیقت اینجا است که جهان بعد از ویروس کرونا دیگر به همان شکل قبل نخواهد بود»

### عادی‌سازی رابطه عربستان با اسرائیل
وی در مصاحبه‌ای با روزنامه معاریو اسرائیل گفت: «در قبال امتیازاتی که ریاض در ازای عادی‌سازی روابط با تل آویو به دست خواهد آورد، خرسند نیستم».

### جنگ اوکراین
کیسینجر پیشنهاد داده بود اوکراین مناطق اشغالی توسط روسیه در جنگ اوکراین را به روسیه بسپارد.

## درگذشت
کیسینجر در ۲۹ نوامبر ۲۰۲۳، در سن ۱۰۰ سالگی بر اثر نارسایی قلبی در خانه خود در کنت، کنتیکت درگذشت. دو فرزند وی دیوید و الیزابت و پنج نوه او درگذشت هنری را توسط شرکت مشاوره همکاران کیسینجر اعلام کردند.
در بیانیه شرکت همکاران کیسینجر آمده‌است: «او در یک مراسم خصوصی خانوادگی دفن خواهد شد. در تاریخ بعدی مراسم یادبودی در شهر نیویورک برگزار می‌شود. به جای اهدای گل، خانواده پیشنهاد می‌کنند که کمک‌های مالی را در نظر بگیرند.»
کیسینجر یک چهره محبوب در چین بود و مرگ او در شبکه‌های اجتماعی این کشور سوگواری گسترده‌ای داشت. رسانه‌های دولتی در سوگ مرگ کیسینجر سوگواری کردند. سرویس نیوز در مراسم ترحیم خود اعلام کرد: امروز این دوست قدیمی مردم چین که بینشی تیزبین و درک کاملی از مسائل جهان داشت، زندگی افسانه‌ای خود را به پایان رساند. تلویزیون مرکزی چین، پخش کننده دولتی، کیسینجر را «دیپلمات افسانه‌ای» و «فسیل زنده» خواند که شاهد توسعه روابط چین و ایالات متحده بوده‌است.

## گفتاورد
از او نقل شده که در جایی گفته: «قدرت قوی‌ترین داروی شهوت‌آور است.»
کیسینجر هیچگاه به‌خاطر پافشاری در پیگیری منافع آمریکا و دفاع از سبک زندگی آمریکایی ابراز پشیمانی نکرد. او در جایی گفته بود: «کشوری که در سیاست خارجی‌اش به‌دنبال کمال اخلاقی باشد، نه به کمال خواهد رسید و نه به امنیت.»